# High Barnet
High Barnet, Chipping Barnet, Barnet – dzielnica Londynu, w gminie London Borough of Barnet.
W High Barnet mieści się Muzeum Barnet (Barnet Museum), Kościół św. Jana Chrzciciela z 1560 roku oraz Barnet College.
W roku 1471 na terenie miasta odbyła się Bitwa o Barnet (Battle of Barnet).
Atmosferę Barnet – miasta wypełnionego zajazdami, pubami i restauracjami, przystanku dla podróżnych jadących do Centralnego Londynu – opisał Charles Dickens w książce Oliver Twist. 
Stacja kolejowa i metra High Barnet. 